# Vijay Anand
Pour les articles homonymes, voir Anand.
Vijay Anand est un réalisateur, scénariste, acteur et producteur indien. Il est né le 22 janvier 1934 à Bombay, et mort le 23 février 2004. On le surnomme Goldie Anand. Son épouse est Sushma Anand (jusqu'au 23 février 2004) et son fils Vaibhav. Il est le frère de Dev Anand, Chetan Anand et l'oncle de Shekhar Kapur.

## Filmographie

### Réalisateur
- 1957 : Nau Do Gyarah
- 1960 : Kala Bazar
- 1963 : Tere Ghar Ke Samne
- 1965 : Guide
- 1966 : Teesri Manzil
- 1967 : Jewel Thief
- 1968 : Kahin Aur Chal
- 1970 : Johny Mera Naam
- 1971 : Tere Mere Sapne
- 1973 : Black Mail
- 1973 : Chhupa Rustam
- 1976 : Bullet
- 1978 : Snehikkan Samayamilla
- 1978 : Adavukal Pathinettu
- 1980 : Ram Balram
- 1982 : Rajput
- 1983 : Bandham
- 1988 : Main Tere Liye

### Scénariste
- 1954 : Taxi Driver
- 1960 : Kala Bazar
- 1961 : Hum Dono
- 1963 : Tere Ghar Ke Samne
- 1965 : Survival
- 1967 : Jewel thief
- 1970 : Johny Mera Naam
- 1971 : Our Dreams
- 1973 : Black Mail
- 1973 : Chhupa Rustam
- 1976 : Bullet
- 1980 : Ram Balram
- 1981 : The Tinkling of Anklets

### Acteur
- 1955 : Joru Ka Bhai
- 1957 : Agra Road
- 1960 : Kala Bazar
- 1964 : Haqeeqat
- 1971 : Tere Mere Sapne
- 1972 : Double Cross
- 1973 : Hindustan Ki Kasam
- 1973 : Chhupa Rustam
- 1974 : Kora Kagaz
- 1974 : Chor Chor
- 1978 : Main Tulsi Tere Aangan Ki
- 1981 : Ghungroo Ki Agaaz
- 1984 : Hum Rahe Na Hum
- 1984 : Tahqiqat

### Producteur
- 1973 : Chhupa Rustam
- 1974 : Chor Chor
- 1975 : Jaan Hazir Hai
- 1976 : Bullet
- 1981 : Ghungroo Ki Awaaz
- 1984 : Hum Rahe Na Hum
- 2006 : Return to Rajapur

## Récompenses
- Filmfare Awards 1967 : prix du Meilleur dialogue et de la Meilleure réalisation pour Guide